# Bærøyvågen
Bærøyvågen est une localité du comté de Nordland, en Norvège.

## Géographie
Administrativement, Bærøyvågen fait partie de la kommune d'Alstahaug.